# Tarauli
Tarauli fou un efímer principat de l'Índia, feudatari d'Orccha que va existir la primera meitat del segle XVIII. Actualment Tarauli és un poblet de 420 habitants (2001) al districte de Kanpur Dehat i subdistricte de Rasulabad, a l'estat d'Uttar Pradesh.
Vers el 1690 el maharajà d'Orchha, Udot Singh, va donar al seu germà Diwan Rai Singh, el jagir de Baragaon i a la seva mort es va dividir en vuit hasht (parts) entre els seus fills (Bhaiya = germans) i es van formar vuit estats entre els quals el de Tarauli; extinta poc després la branca els seus dominis es van repartir entre els dels estats veíns del mateix origen.